# برتاگنی
برتاگنی (انگلیسی: Bertagni) شرکت صنایع غذایی ایتالیایی است، که در سال ۱۸۸۲ تأسیس شد.